# Клан Макнаб

Емблема (гребінь, хрест) Герб вождів клану Макнаб.

Герб вождів клану Макнаб.

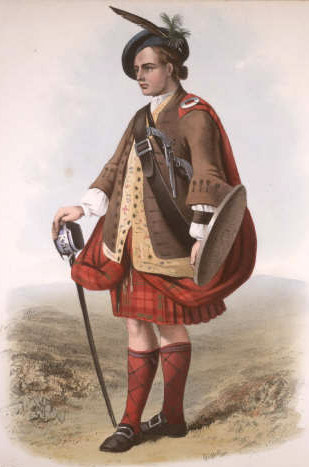
Чоловік з клану Макнаб у традиційному одязі. Картина художника МакЯна. 1845 рік.

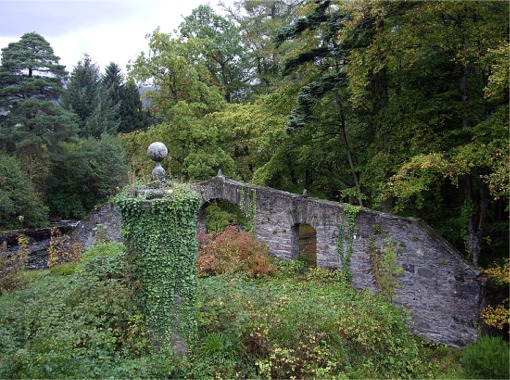
Кладовище клану Макнаб біля Кілліну, біля річки Дохарт.

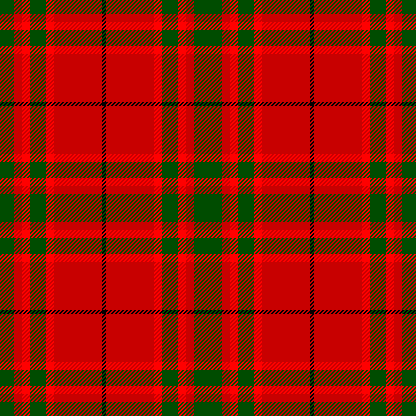
Тартан клану Макнаб.

Клан Макнаб — (шотл. — Clan MacNab, гельск. — Clan Mac An Aba) — один з кланів гірської Шотландії (Гайленд).

## Походження клану Макнаб
Назва клану Макнаб походить від гельської назви Мак Ан Аба, що означає син наставника монастиря (абата). Засновником клану був Абрадруад (гельск. — Abraruadh), що був абатом Глен Дохарт і Стратерн. Абрадруад був молодшим сином короля Шотландії Кеннета МакАльпіна. Абрадруад вів свій родовід від короля Фергуса — короля королівства Дал Ріада і від племінника святого Філлана, що був засновником монастиря Глен Дохарт у VII столітті. Однією з перших згадок про клан Макнаб у історичних документах є запис у хартії від 1124 року. Малкольм де Глендохарт згадується у документі «Рагман Роллс» — списку вождів шотландських кланів, що присягнули на вірність англійському королю Едуарду І у 1296 році.

## Історія клану Макнаб

### XIV століття— війна за незалежність Шотландії
Ангус Макнаб був братом дружини Джона Комина — ІІІ лорда Баденох, ворога Роберта Брюса і його конкурента щодо влади в Шотландії, якого вбив Роберт Брюс у 1306 році. Клан Макнаб разом з кланом МакДугалл воював проти Роберта Брюса і переслідував його, коли Роберт Брюс був розбитий і мало не схоплений після битви під Далріг. Коли Роберт Брюс став королем Шотландії землі клану Макнаб були конфісковані і документи клану були знищені. Але права і власність клану Макнаб були відновлені деякою мірою, коли внук Ангуса — Гілберт Макнаб отримав грамоту від короля Шотландії Девіда II у 1336 році. Гілберту успадкував його син — сер Олександр, що помер у 1407 році.

### XVII століття— громадянська війна на Британських островах
У XVI — XVII століттях йшли війни між кланами Макнаб та МакНейш. Остання битва у цій війні відбулась під Гленбултахан, в якій клан Макнаб переміг. Клан МакНейш (Нейш) загинув майже повністю. Але деякі люди з клану Нейш вціліли і з того часу цей клан називався клан Нейш Островів. Люди з клану Нейш продовжували нападати і грабувати землі клану Макнаб і чвари тривали.
Вождь клану Макнаб — Фінлей Макнаб був людиною мирною, але мусив захищати землю свого клану від армії роялістів на чолі з Джеймсом Гремом, І маркізом Монтроз у 1640 роках. Але його син Фінлі, що був відомий як Джон Смуз не пішов шляхом свого батька і приєднався до роялістів, що допомогло роялістам перемогти у битві під Кілсайх у 1645 році. Джон Смуз був призначений командиром гарнізону замку Кінкардін. Генерал Девід Леслі, лорд Ньюарк оточив замок. Проте гарнізону вдалось вирватись з оточення прпорваши оборону ковенантерів. Але Джон Макнаб потрапив в полон. Його відвезли в Единбург і засудили до страти, але він втік з полону напередодні страти. Він продовжив воювати і повів свій клан у битву під Вустером у 1651 році.

### XVIII століття— повстання якобітів
Роберт Макнаб — XIV вождь клану Макнаб одружився з сестрою Джона Кембелла — І графа Бредалбейн, вождя клану Кемпбелл. Цей шлюб зробив неможливим участь клану Макнаб у повстанні якобітів у 1715 році, хоча багато людей з клану Макнаб підтримали повстання. XV вождь клану Макнаб був в урядовій армії під час повстання якобітів у 1745 році і потрапив у полон в битві під Престонпанс. У полоні його тримали у замку Доун.

## Вождь клану Макнаб
Нинішнім — XXIV вождем клану Макнаб є Джеймс Вільям Арчібальд Макнаб, що успадкував цей титул від свого батька — Джеймса Чарльза Макнаба у 2013 році.